# مجمع العرضي
مجمع العرضي أو مجمع الدفاع هو مبنى تاريخي قديم بناه العثمانيون في صنعاء ، تقع فيه حالياً مبنى (وزارة الدفاع) يقع ناحية الغرب من مقبرة الشهداء ويضم مستشفى العرضي.